# Comuna Demîdivka, Jmerînka
Demîdivka (în ucraineană Демидівка) este o comună în raionul Jmerînka, regiunea Vinnița, Ucraina, formată din satele Demîdivka (reședința) și Mohîlivka.

## Demografie
Componența lingvistică a satului Demîdivka
     Ucraineană (97,71%)
     Rusă (1,9%)
Conform recensământului din 2001, majoritatea populației satului Demîdivka era vorbitoare de ucraineană (97,71%), existând în minoritate și vorbitori de rusă (1,9%).